# Élections législatives grecques de 1887
Les élections législatives grecques anticipées du 4 janvier 1887 élurent les membres du parlement grec. Les partisans de Charílaos Trikoúpis ou Nouveau Parti arrivèrent en tête ; leur leader resta Premier ministre.

## Fonctionnement du scrutin
Conformément à la constitution de 1864, les élections se déroulèrent au suffrage masculin direct et secret. Depuis 1877, hormis quelques exceptions, tous les hommes de plus de 21 ans étaient électeurs. Les députés étaient répartis en proportion de la population de la province : un député pour 10 000 habitants ; avec un minimum de 150 députés. Une loi de 1862 stipulait de plus que les Grecs « hétérochtones » (vivant hors des frontières du pays, à l'inverse des « autochtones » vivant à l'intérieur) étaient aussi électeurs. En 1886, Charílaos Trikoúpis fit voter au parlement, dominé par son opposition, une loi fixant le nombre de députés à 150, dans le cadre de grandes circonscriptions pour lutter contre les divers systèmes de favoritisme locaux et permettre le développement de partis politiques modernes. Ces deux objectifs ne furent pas atteints : les pratiques traditionnelles se perpétuèrent.
Les députés étaient élus à la majorité absolue, au niveau provincial. Chaque électeur disposait d'autant de votes qu'il y avait de candidats. Les électeurs, la plupart analphabètes, ne votaient pas avec des bulletins, mais avec des boules de plomb. Il y avait autant d'urnes qu'il y avait de candidats. L'électeur glissait la main dans l'urne et plaçait sa boule soit à droite (partie blanche, inscrite « oui »), soit à gauche (partie noire, inscrite « non »). Les urnes étaient en acier recouvert de laine pour éviter qu'un bruit quelconque informe de la façon dont l'électeur avait voté. Le député qui avait obtenu la majorité (en principe), mais proportionnellement le plus de voix (dans la réalité) était élu.

## Résultats
Les partis étaient alors plutôt identifiés par le nom de leur chef de file.
Il y avait 150 sièges à pourvoir. Les partisans de Charílaos Trikoúpis ou Nouveau Parti remportèrent 90 sièges, soit 60 % de l'assemblée ; l'opposition unie obtint 60 sièges (40 % du parlement). Charílaos Trikoúpis resta Premier ministre.
| Partisans de Charílaos Trikoúpis ou Nouveau Parti           | 90  |
| Opposition unie                                             | 60  |
| Total                                                       | 150 |
| Source : Pantelis, Koutsoubinas, Gerapetritis, 2010, p. 854 |     |